# 奕瑞科技
奕瑞光電子科技股份有限公司，簡稱奕瑞科技（上交所：688301），是中國大陸一家數位化X射線平板探測器生產公司。

## 历史
成立於2011年，創始人為顧鐵，總部位於上海，主要从事數位化X射線平板探測器的研發、生產和銷售。